# Grön glansguldstekel
Grön glansguldstekel (Omalus aeneus) är en stekelart som först beskrevs av Johan Christian Fabricius 1787.
Grön glansguldstekel ingår i släktet glansguldsteklar (Omalus) och familjen guldsteklar (Chrysididae). Arten är reproducerande i Sverige.